# Club de Deportes Naval
O Club de Deportes Naval Sociedad Anónima Deportiva Profesional é um clube de futebol do Chile, da cidade de Talcahuano. Foi fundado em 24 de agosto de 1972. 
Seus rivais tradicionais são o Fernández Vial, Deportes Concepción e Huachipato com o qual protagonizam o "Clásico Chorero".

## História
Fundado em 1972 com o nome de Club de Deportes Los Náuticos, passou seus primeiros 20 anos de vida nos torneios de futebol amador de Talcahuano. Período em que ganhou o Campeonato de la Asociación Talcahuano em 1987, que permitiu a representar sua Asociação no Campeonato de Campeones Regional de 1988.
Com a desaparição do Naval em 1991 e depois da negativa da Armada de Chile de colocar a instituição nas mãos da comunidade, o Los Náuticos fica como representate local. Em 1993 o clube començou a representar a cidade na Terceira Divisão do Chile, mudando de nome. O clube passava a se chamar Club de Deportes Talcahuano.
O clube foi campeão da Terceira Divisão do Chile em 1999 depois de 3 dramáticas finais diante da Unión La Calera (0-2 em La Calera e 3-2 en Talcahuano), a última foi disputada na cidade de San Fernando e ganhada por 1-0, o que significou o acesso para a Segunda Divisão chilena. O clube ia tentar subir para o topo do futebol chileno, a  Primeira Divisão. Na sua primeira temporada de profissionalismo, o clube quase subiu para a divisão de honra, mas tiveram que se conformar com o terceiro lugar naquele ano de 2000 atrás apenas do campeão Unión San Felipe e do vice-campeão Rangers de Talca. 
Em 2004 o clube mudou novamente de nome, de Deportes Talcahuano para Naval, revivendo o nome do extinto clube da cidade, Deportes Naval de Talcahuano, clube que pertenceu sempre a Armada de Chile, com base na Segunda Zona Naval do Chile, que tinha sido fundado no 21 de maio de 1944 e que em Fevereiro de 1991 se retirou do campeonato da Primeira Divisão do futebol chileno.
No dia 13 de março o clube estreou como local depois de 13 anos contra o Deportes Concepción ganhando por 2-1.
Naval fez uma grande campanha em 2004, líder e protagonista durante grande parte do campeonato, mas de novo não conseguiu o acesso para a  Primeira Divisão.
No ano de 2005, problemas administrativos como salários atrasados, jogadores que não se apresentavam para jogar, levaram o clube a perder uma grande quantidade de pontos no Tribunal de Disciplina da associação de futebol. Isso ajudou o Naval a ser rebaixado para a Terceira Divisão.
No dia 17 de novembro de 2006, uma assembléia de sócios dá o pontapé inicial para o transformar o Navel em uma Sociedade Anônima Esportiva, colocando como principal objetivo alcançar a Primeira Divisão do futebol chileno.
Em 2008 consegue o acesso para a Segunda Divisão. E consegue depois de um grande duelo com o Deportes Temuco, já que ambos chegaram com igualdade de pontos na última rodada do torneio. Um empate de 1-1 contra o Magallanes bastou para superar os temuquenses, que perderam frente ao Colchagua. 

## Dados do clube
- Temporadas na 2ª: 9 (2000-2005; 2009- ).
- Temporadas na 3ª: 9 (1994-1999; 2006-2008).

## Títulos

### Nacionais
- Terceira Divisão do Chile (2): 1999, 2008

### Regionais
- Asociación de Fútbol de Talcahuano (1): 1987

## Ligações Externas
- «Sítio oficial» (em espanhol)
- «Sítio no-oficial» (em espanhol)
- «Sítio no-oficial» (em espanhol)